# Jerzy II brzeski
Jerzy II brzeski (Jerzy II Wspaniały), (ur. 18 lipca 1523 w Legnicy zm. 7 maja 1586 w Brzegu) – książę brzeski i oławski, syn Fryderyka II legnickiego i Zofii Hohenzollern, przedstawiciel śląskiej gałęzi dynastii Piastów.

## Życiorys
W 1547 roku po śmierci ojca Fryderyka II odziedziczył księstwo brzeskie. Jerzy II dzięki swoim zdolnościom organizacyjnym i pracowitości, znacznie podniósł zamożność i rangę księstwa. Zabiegał o rozwój handlu i górnictwa; był mecenasem sztuki; z jego inicjatywy wznoszono, rozbudowywano i przebudowywano w stylu renesansowym zamki i budynki użyteczności publicznej; dzięki Jerzemu II Zamek w Brzegu stał się najwspanialszą rezydencją renesansową na Śląsku; przebudował też w stylu odrodzenia zamki Oławie i Wołowie oraz wzniósł ratusz w Brzegu. Założył również protestanckie gimnazjum humanistyczne. Słynął z wydawania przepisów dokładnie regulujących życie mieszkańców księstwa. Mieszczanom zakazał wylewania nieczystości na ulice, określił ilu gości można przyjąć na weselu, zabronił gier hazardowych w gospodach. Był człowiekiem niezwykle religijnym, jego poddanym groziły kary za uchylanie się od uczestnictwa w protestanckich nabożeństwach.
Pomimo że Jerzy II był lennikiem Habsburgów, stał w opozycji do ich absolutystycznej polityki na Śląsku. Przez małżeństwo z córką elektora brandenburskiego związał się przymierzem z Marchią Brandenburską. Utrzymywał również przyjazne stosunki z Polską; korespondował z arcybiskupem gnieźnieńskim Jakubem Uchańskim, królem Zygmuntem II Augustem, potem Stefanem Batorym.
Zmarł w późnych godzinach wieczornych 7 maja 1586 roku w Brzegu. Został pochowany w tamtejszym kościele zamkowym.

## Życie prywatne
Żoną Jerzego II była Barbara Hohenzollern (ur. 10 sierpnia 1527 – zm. 2 stycznia 1595)  córki elektora brandenburskiego Joachima II Hektora; ich ślub odbył się 15 lutego 1545 roku w Berlinie; mieli siedmioro dzieci:
- Barbarę (1548-1565),
- Joachima Fryderyka (1550-1602),
- Jana Jerzego (1552-1592),
- Zofię (1556-1594),
- Magdalenę (1560-1562),
- córkę (ur., zm. 1561)
- Elżbietę Magdalenę (1562-1630).

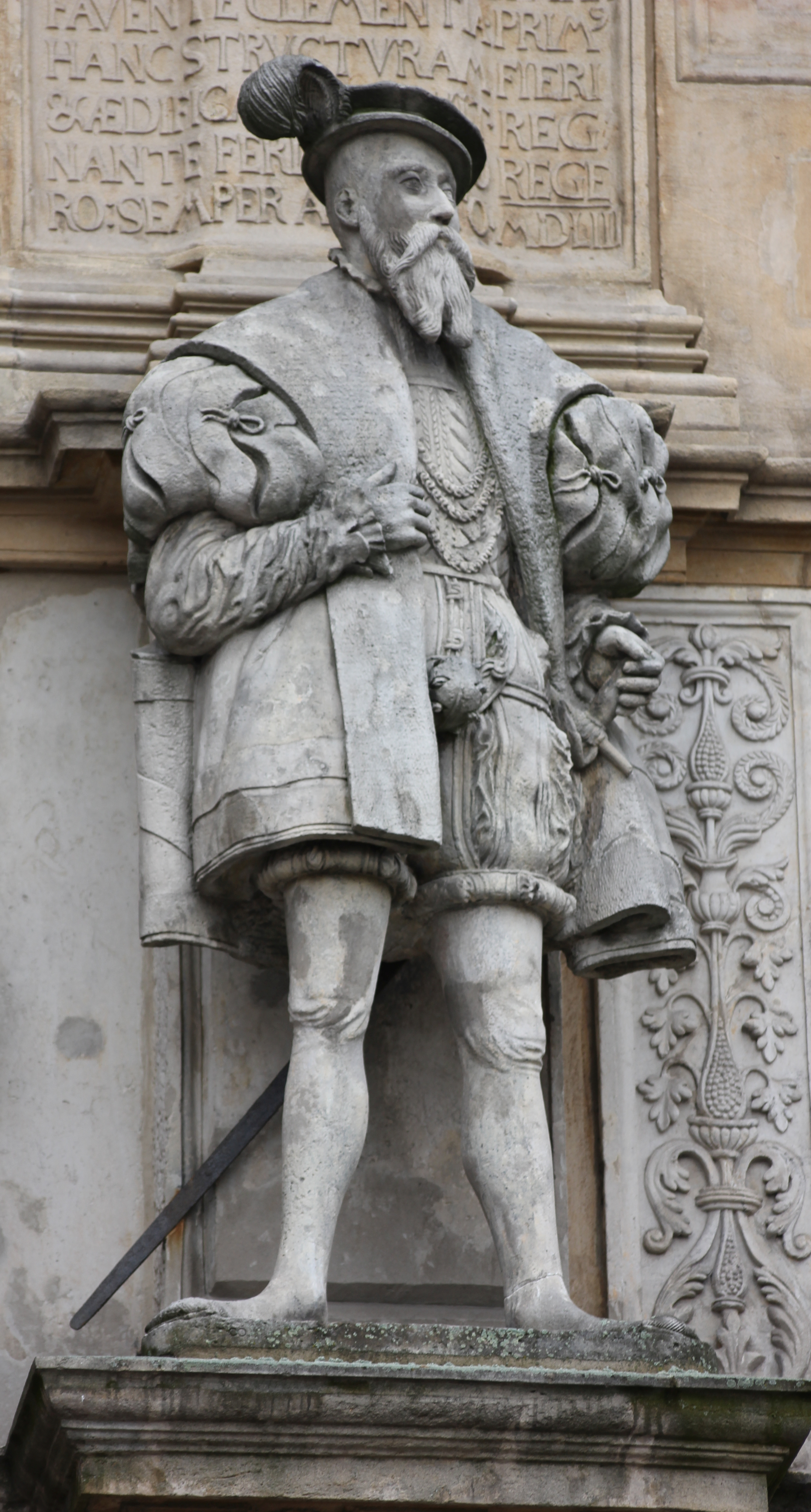
Posąg Jerzego II na portalu bramy
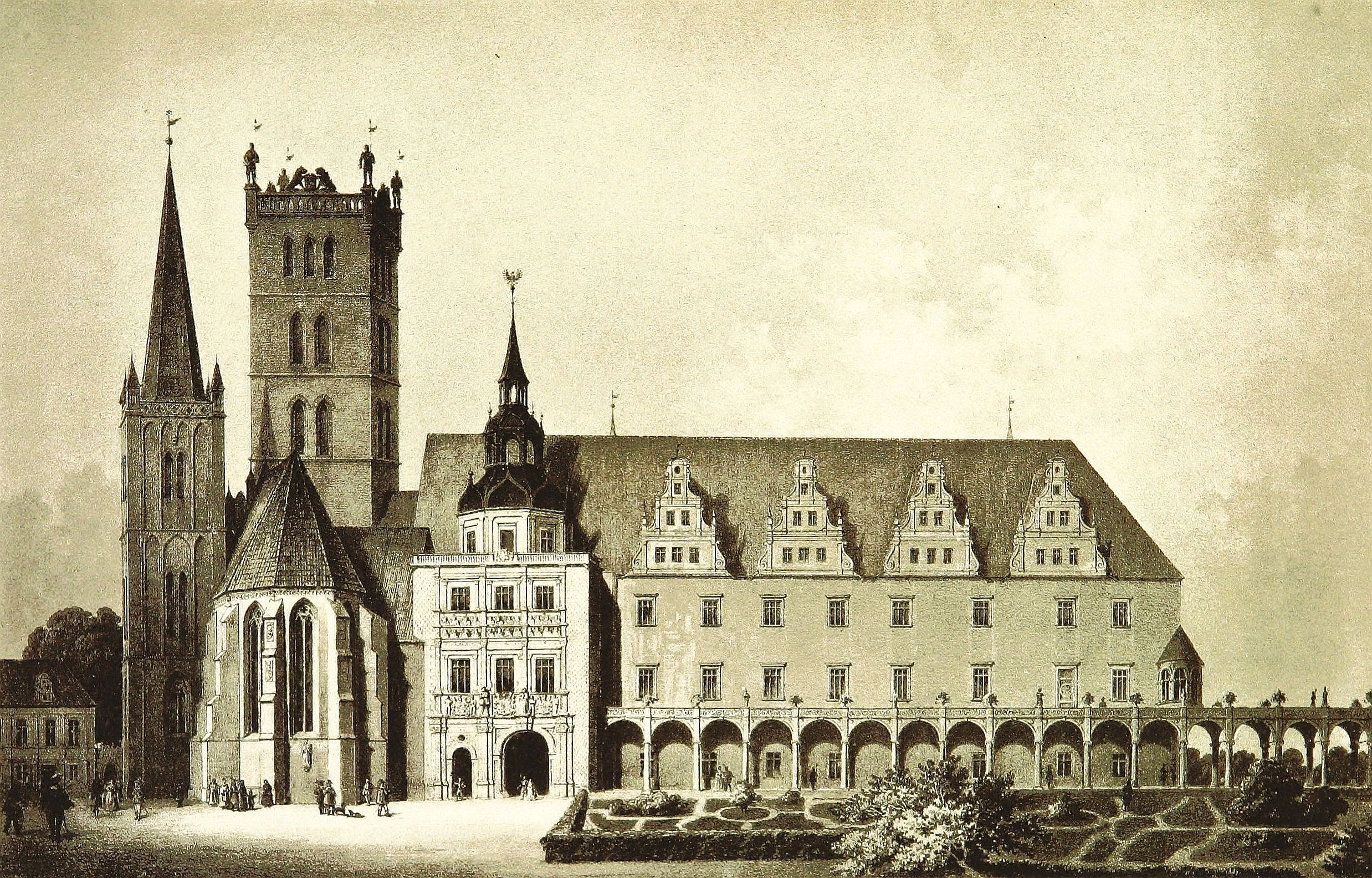
Zamek w czasach Piastów śląskich
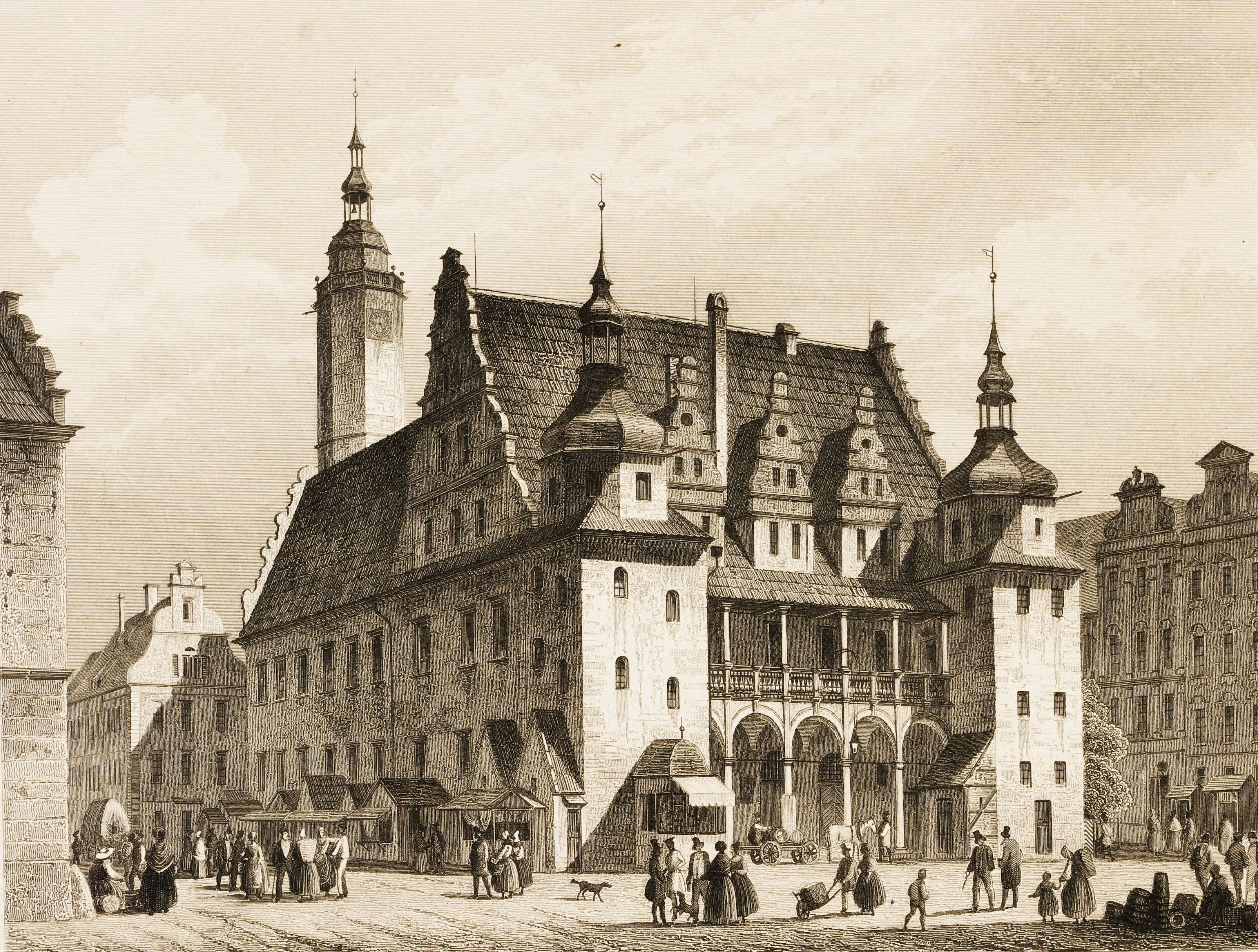
Ratusz na rycinie (1852)